# Carsten Frerk

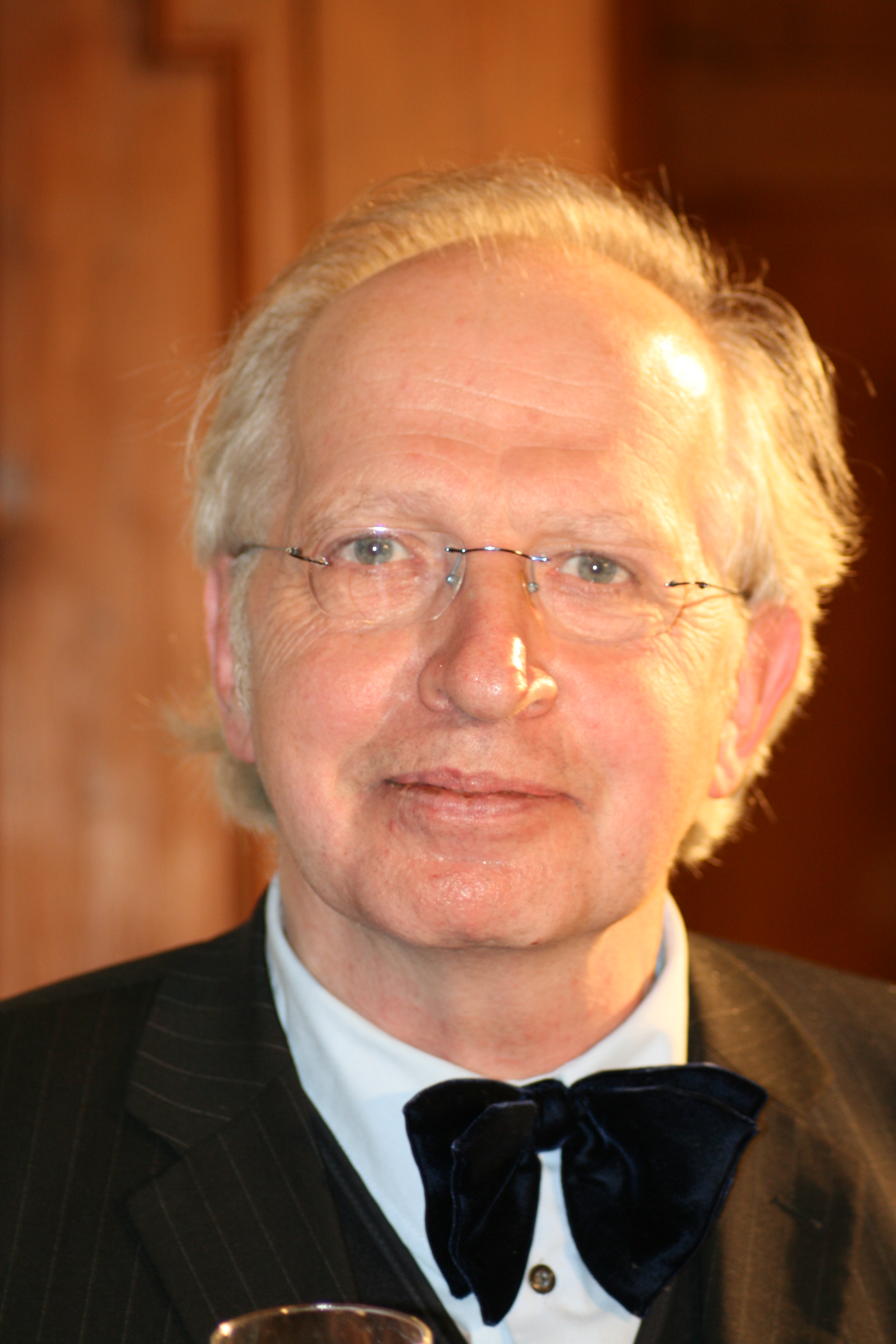
Carsten Frerk (2007)

Carsten Frerk (* 24. Oktober 1945 in Dangersen bei Buchholz in der Nordheide) ist ein deutscher Politologe, Journalist und Autor.

## Biographie
Frerk wuchs als jüngster von vier Söhnen des Arztes Frank Frerk und dessen Frau Elisabeth Frerk in Hamburg auf. Im Jahr 1965 beendete er seinen Schulbesuch am Matthias-Claudius-Gymnasium mit dem Abitur und leistete anschließend seinen Grundwehrdienst ab.
Von 1967 bis 1974 studierte er Germanistik, Kunstgeschichte und Politische Wissenschaften an den Universitäten in Freiburg und in Berlin. Er schloss sein Studium als Diplom-Politologe ab und promovierte im Jahr 1979 zum Dr. rer. pol. mit der Note summa cum laude. Von 1975 bis 1980 war er wissenschaftlicher Assistent und Dozent der Freien Universität Berlin. In den Jahren 1980 bis 1991 war er Geschäftsführer der Quorum Verlag und Druck GmbH in Berlin. Seit 1993 ist Frerk als freier Autor, Journalist und Texter tätig. Er lebt in Berlin und ist verheiratet mit der Fotografin Evelin Frerk.

## Tätigkeiten und Standpunkte
Frerk wurde durch kirchen- und religionskritische Werke bekannt. Daneben ist er Autor historischer Romane. Im Mittelpunkt seines Werks stehen Buchveröffentlichungen über die finanziellen Verflechtungen von Staat und den beiden Amtskirchen in der Bundesrepublik Deutschland. Unter anderem deshalb gilt er als Kirchen- und Religionskritiker. Er selbst bezeichnet sich als „evidenzbasierten Skeptiker“.
Im Jahr 2005 wurde er Leiter der Forschungsgruppe Weltanschauungen in Deutschland (fowid). 2006 bis 2013 war er als Redaktionsleiter des Humanistischen Pressedienstes (hpd) tätig.  Außerdem ist Frerk für das Informationsportal Staatsleistungen verantwortlich. Er war bis 2012 ein Mitglied des Kuratoriums der Giordano Bruno Stiftung und wechselte dann in den wissenschaftlichen Beirat. 
Gemeinsam mit Peder Iblher, Philipp Möller und anderen initiierte er im Jahr 2009 die Atheistische Buskampagne in Deutschland. 
Im Zusammenhang mit der Spardebatte 2010 beruft sich Spiegel TV auf die Aussage von Carsten Frerk, dass die sieben Bistümer des Freistaats Bayern alleine über jährliche Kircheneinnahmen von rund 1,2 Milliarden Euro verfügten, das Land aber trotzdem die Gehälter mancher Geistlicher übernehme; in anderen Bundesländern sei es ähnlich.
Im November 2010 berichtete Spiegel Online mit Verweis auf Frerk, die großen Kirchen erhielten jährlich etwa 19 Milliarden Euro an direkten und indirekten Subventionen vom Staat. Frerk summiert hier Gelder des Staates für Einrichtungen wie z. B. Kindergärten, Schulen, die als freie Träger Staatsaufgaben übernehmen, alte Rechtstitel, theologische Fakultäten, Entwicklungshilfe und die staatliche Einziehung der Kirchensteuer, für die von den Religionsgemeinschaften ein Entgelt an die Länder gezahlt wird.
In einem Interview zum Fall zweier katholischer Kliniken in Köln, die Untersuchungen eines mutmaßlichen Vergewaltigungsopfers wegen der Problematik der Pille danach abgewiesen hatten, stellte Frerk fest, „dass Krankenhäuser, wenn sie im Krankenhausplan des Landes vorhanden sind, [...] zu 100 Prozent öffentlich finanziert werden.“
Gegenüber dem Deutschlandfunk kritisierte Frerk im Jahr 2018 die Idee einer Kirchensteuer für Muslime mit Verweis auf die mangelnde strukturelle Kompatibilität des Islams mit der Idee der Körperschaft des Öffentlichen Rechts.

## Schriften (Auswahl)

### Sachthemen
- Möglichkeiten und Grenzen der Praxisorientierung des Studiums von Politologen. Eine empirische Analyse. 2 Bände, Quorum, Berlin 1980, ISBN 3-88726-002-3 (Dissertation FU Berlin 1980, 385 und 466 Seiten).
- Finanzen und Vermögen der Kirchen in Deutschland. Alibri, Aschaffenburg 2002. ISBN 3-932710-39-8
- Caritas und Diakonie in Deutschland. Alibri, Aschaffenburg 2005. ISBN 3-86569-000-9
- Die Kirche im Kopf – Von „Ach Herrje“ bis „Zum Teufel“. Lexikon. Zusammen mit Michael Schmidt-Salomon. Alibri, Aschaffenburg 2007. ISBN 3-86569-024-6
- Violettbuch Kirchenfinanzen. Wie der Staat die Kirchen finanziert. Alibri, Aschaffenburg 2010. ISBN 978-3865690395
- Gottes Werk und unser Beitrag. Kirchenfinanzierung in Österreich. (zusammen mit Christoph Baumgarten), Czernin, Wien 2012, ISBN 978-3-7076-0430-6
- Kirchenrepublik Deutschland. Christlicher Lobbyismus. Alibri, Aschaffenburg 2015, ISBN 978-3-86569-190-3

### Romane
- Das geraubte Siegel. Roman. Aufbau, Berlin 2000, ISBN 3-7466-2227-1
- Der Sohn des Freibeuters. Roman. Aufbau, Berlin 2003, ISBN 3-7466-2303-0